# The Chew
The Chew é um programa de culinária americano em forma de talk show transmitido pela ABC e faz parte dos shows diários da rede. O nome e formato foi inspirado pelo mesmo criador do The View, porem o The Chew esta relacionado com a culinaria e temas de estilo de vida em vez de noticias de celebridades como é o caso do The View.
O programa também vai ao ar no Canadá. Um número limitado de afiliadas da ABC no fuso horário Central, locais.
Em abril de 2015, The Chew ganhou o Emmy Awards de melhor Talk show informativo diurno. Este é o primeiro Emmy da série a ganhar e também a primeira indicação ao Emmy .
O programa estreou em 26 de setembro de 2011, substituido a novela All My Children.